# Kulhaje Małe
Kulhaje Małe – dawna kolonia. Tereny, na których leżała, znajdują się obecnie na Białorusi, w obwodzie witebskim, w rejonie głębockim, w sielsowiecie Łomasze.

## Historia
W czasach zaborów wieś w powiecie dzisieńskim, w guberni wileńskiej Imperium Rosyjskiego.
W latach 1921–1945 wieś a następnie kolonia leżała w Polsce, w województwie wileńskim, w powiecie dziśnieńskim, w gminie Prozoroki.
Według Powszechnego Spisu Ludności z 1921 roku zamieszkiwały tu 53 osoby, 36 było wyznania rzymskokatolickiego, 8 prawosławnego a 9 mojżeszowego. Jednocześnie 46 mieszkańców zadeklarowało polską a 7 białoruska przynależność narodową. Było tu 9 budynków mieszkalnych. W 1931 w 8 domach zamieszkiwało 40 osób.
Wierni należeli do parafii rzymskokatolickiej i prawosławnej w Prozorokach. Miejscowość podlegała pod Sąd Grodzki w Głębokiem i Okręgowy w Wilnie; właściwy urząd pocztowy mieścił się w Prozorokach.